# 神奈中観光

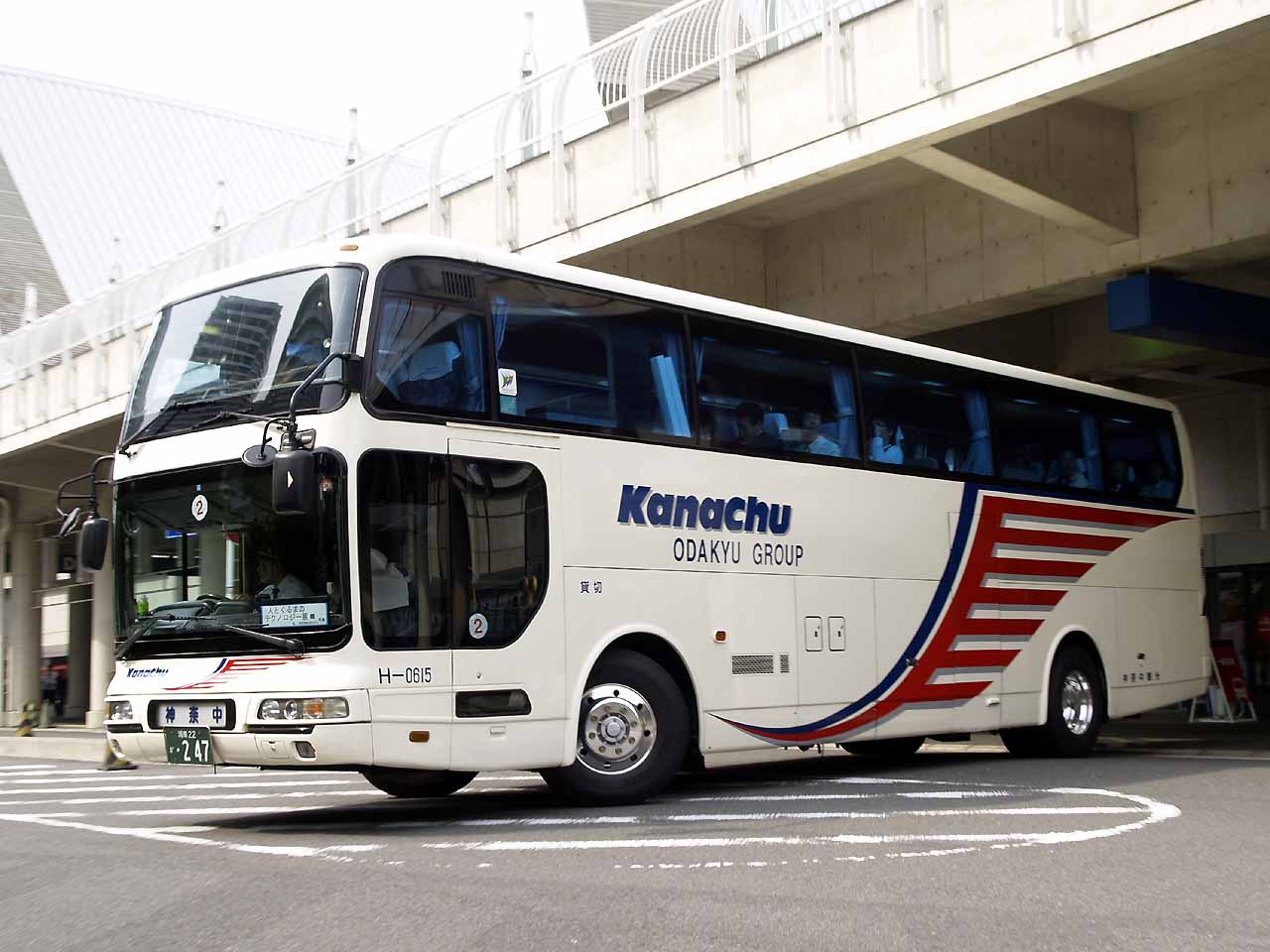
神奈中観光の貸切車

神奈中観光株式会社（かなちゅうかんこう）は、東京都町田市に本社を置く神奈川中央交通の子会社。東京都・神奈川県を営業エリアとして貸切バス事業を行っている。

## 概要
元々の母体は、神奈川県が（いわゆる第三セクターとして）設立した神奈川県観光株式会社であり、横浜市港北区を本拠に観光バス事業を行っていた。
しかし累積赤字の拡大により県が民間への譲渡を決定し、神奈川中央交通がこれに応じた。観光バス事業を行っていた子会社の神奈中ハイヤーを通じてグループ傘下に納め、神奈中ハイヤー観光バス株式会社として再スタートを切ることになり、グループ内の再編と合わせて神奈中ハイヤーの観光バス部門も統合され、現在の会社として合併発足した。

### 本社・営業所
- 本社事務所・東京営業所（営業所記号:M）
  - 東京都町田市鶴間七丁目6-22
- 神奈川営業所（営業所記号:H、神奈川中央交通平塚営業所内）
  - 神奈川県平塚市田村4-4-15

### 主な事業
- 貸切バス事業
- 旅行業
- 不動産業

この他に、東京営業所では自社の観光バス車両を使って2019年11月13日から2020年10月31日までの期間（主に土日祝）、相模大野駅北口～南町田グランベリーパーク駅間を結ぶバス路線を運行していた時期が存在する。運賃は片道大人200円、小児100円（現金・ICカード同額）だが、かなちゃん手形や一日フリー乗車券等は使用不可だった。元々神奈中観光では運賃箱を搭載した車両を保有していないため、神奈川中央交通の移動式臨時運賃箱を用い、往路・復路ともに相模大野駅にて運賃徴収を行っていた。2021年以降は乗り場を路上に変更したうえで、無料シャトルバスという形で新春初売りやゴールデンウィークなど集客が見込める行楽期に不定期での貸切運行に移行している。

## 沿革
神奈川中央交通
- 1995年 - 従来、神奈川中央交通が直接行っていた貸切バス事業の一部と観光バスを、子会社の神奈中ハイヤーへ移管。営業所は平塚・戸塚・町田の3営業所体制となる。
- 2002年2月 - 箱根登山観光バスから東京営業所（町田市鶴間）および車両を譲受。これに伴い、町田営業所を野津田操車所から大ヶ谷戸操車所（旧箱根登山観光バス東京営業所敷地）へ移転。
- 2002年12月 - 旧神奈川県観光との統合に伴い、ハイヤー直営の観光バス事業（町田・戸塚・平塚営業所）を神奈中ハイヤー観光バスへ移管。

神奈川県観光
- 1949年 - 神奈川県観光株式会社を設立。神奈川県出資の第三セクター方式で運営された。
- 2000年頃 - 神奈川県の方針により、神奈川県観光を神奈中ハイヤーへ譲渡。神奈中ハイヤーの子会社となる。本社及び営業所は新横浜に置く。
- 2002年7月 - 神奈中ハイヤー観光バス株式会社に商号変更。
- 2002年12月 - 神奈中ハイヤー直営の観光バス事業（町田・戸塚・平塚営業所）を譲受。
- 2004年 - 神奈川県観光時代から使用していた新横浜営業所を閉鎖。
- 2004年 - 神奈中観光株式会社に商号変更、神奈川中央交通の完全子会社となる。本社を平塚市八重咲町の神奈中本社に移転。
- 2006年 - 戸塚営業所を閉鎖し、町田営業所と統合。営業所敷地は神奈中ハイヤー戸塚営業所・神奈中戸塚営業所上矢部操車所となる。
- 2008年 - 町田営業所を東京営業所に、平塚営業所を神奈川営業所に名称変更。
- 2010年 - 東京営業所の車両整備工場における自動車整備事業の指定を自社で取得。

## 車両
三菱ふそう・エアロバスシリーズが主力で、カラーリングは小田急グループの貸切標準色を採用する。

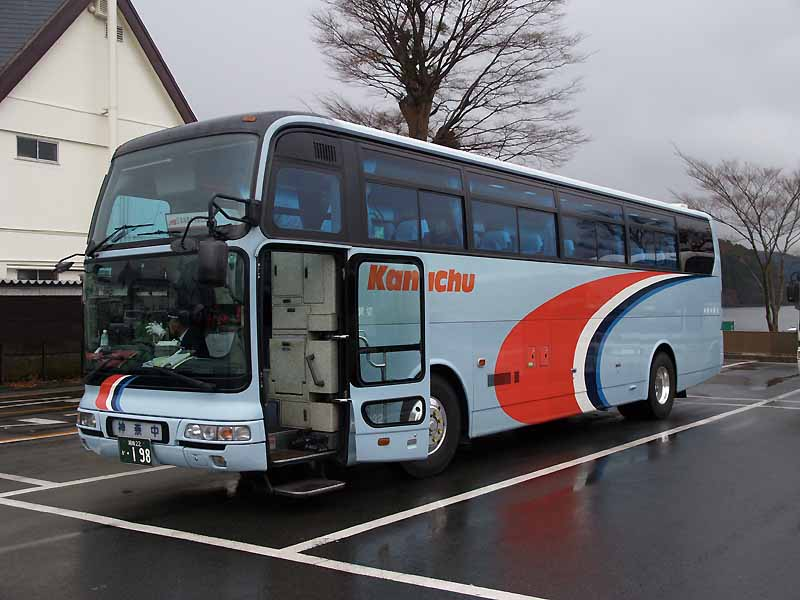
神奈中ハイヤー塗装（2006年撮影）
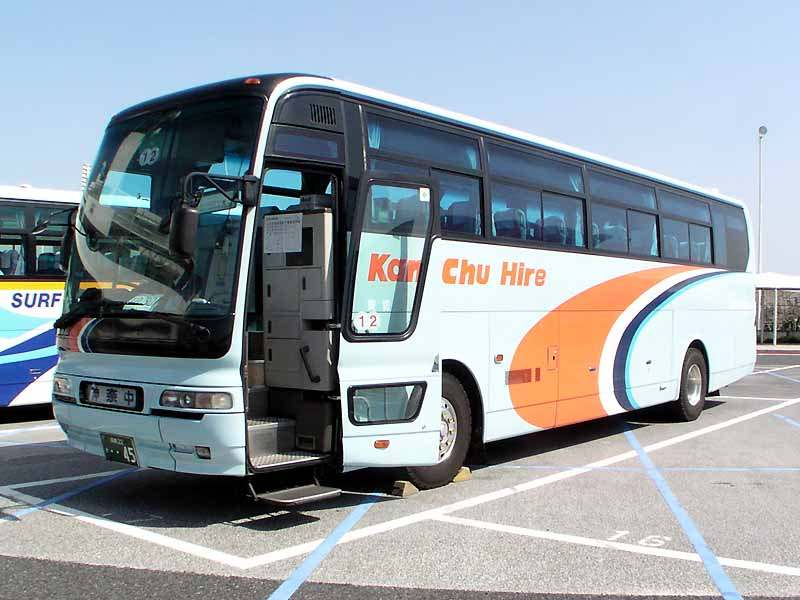
神奈中ハイヤー観光バス時代（2004年撮影）
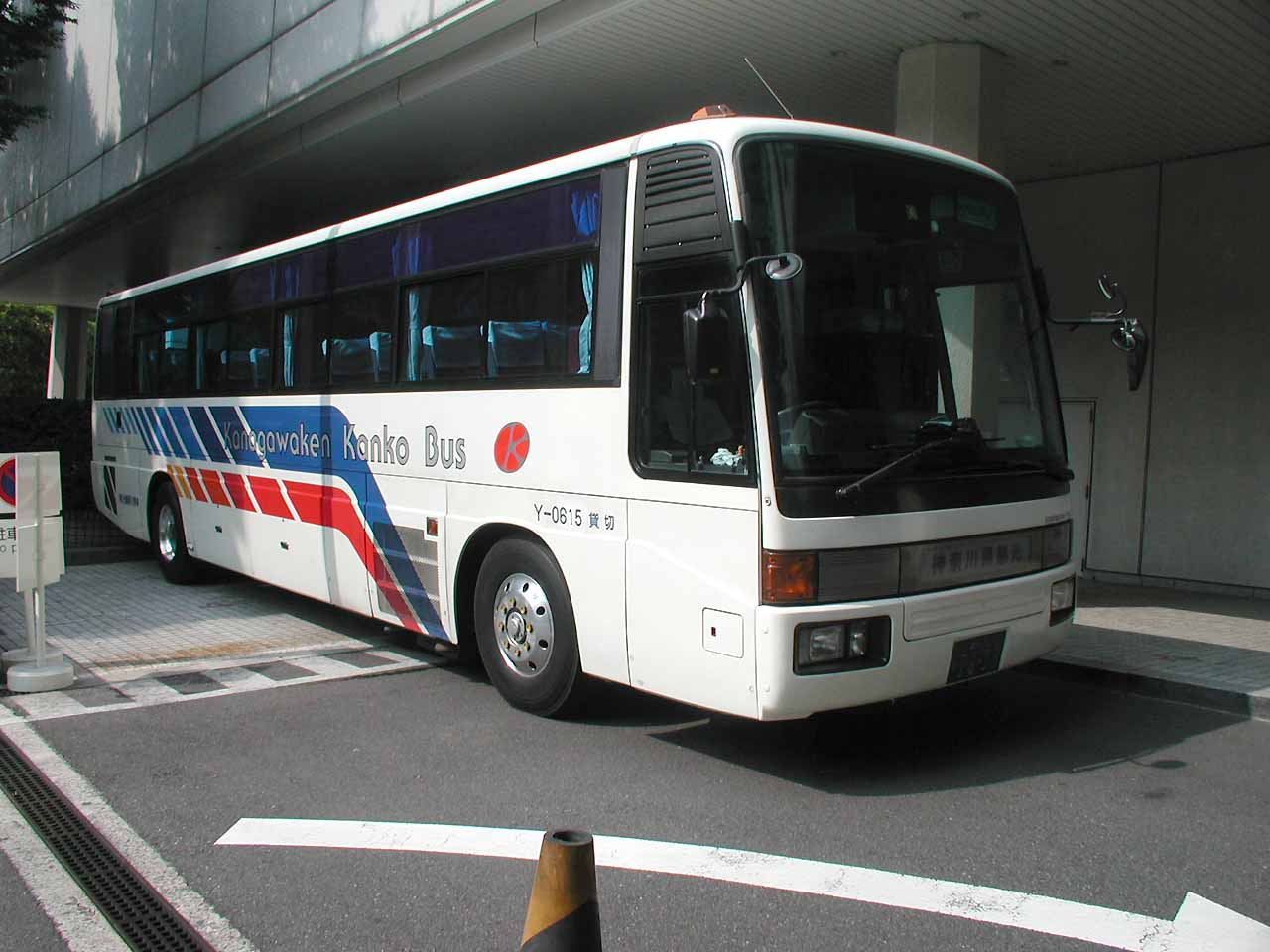
神奈川県観光時代（2001年撮影）

### 社番
神奈中観光の所属車両に付けられている社番は、「アルファベット1文字」と「4桁の数字」の組み合わせにより構成されている。アルファベットは所属する営業所を示しており「M」が東京営業所、「H」が神奈川営業所である。数字は「0600」番台の連番である。なお、アルファベットと数字の間にハイフンが入る場合もある。
以前、神奈川中央交通から引き継いだ営業所の車両の営業所記号は、神奈中本体に所属の車両と全く同じで、町田営業所の車両であれば「ま601」、戸塚営業所であれば「と601」のようになっていたが、神奈中ハイヤー観光への統合後に神奈中所属車と区別するため現在の付番方法へと変更された。